# Liste der Baudenkmale in Remlingen-Semmenstedt
In der Liste der Baudenkmale in Remlingen-Semmenstedt sind die Baudenkmale der niedersächsischen Gemeinde Remlingen-Semmenstedt und der Ortsteile Remlingen, Semmenstedt, Groß Biewende, Klein Biewende und Timmern aufgelistet. Der Stand der Liste ist der 1. August 2022. Die Quelle der Baudenkmale ist der Denkmalatlas Niedersachsen.

## Allgemein
In den Spalten befinden sich folgende Informationen:
- Lage: die Adresse des Baudenkmales und die geographischen Koordinaten. Kartenansicht, um Koordinaten zu setzen. In der Kartenansicht sind Baudenkmale ohne Koordinaten mit einem roten Marker dargestellt und können in der Karte gesetzt werden. Baudenkmale ohne Bild sind mit einem blauen Marker gekennzeichnet, Baudenkmale mit Bild mit einem grünen Marker.
- Bezeichnung: Bezeichnung des Baudenkmales
- Beschreibung: die Beschreibung des Baudenkmales. Unter § 3 Abs. 2 NDSchG werden Einzeldenkmale und unter § 3 Abs. 3 NDSchG Gruppen baulicher Anlagen und deren Bestandteile ausgewiesen.
- ID: die Objekt-ID des Baudenkmales
- Bild: ein Bild des Baudenkmales, ggf. zusätzlich mit einem Link zu weiteren Fotos des Baudenkmals im Medienarchiv Wikimedia Commons. Wenn man auf das Kamerasymbol klickt, können Fotos zu Baudenkmalen aus dieser Liste hochgeladen werden:

## Remlingen

### Gruppe: ehemaliges Rittergut Remlingen
Die Gruppe „ehemalige Rittergut Remlingen“ umfasst nur noch die Einfriedung, eine Toreinfahrt und eine Scheune. 1589 war das Gut von Georg Engelhard von Löhneysen erworben, der eine Buchdruckerei hier 1596 einrichtete. Diese wurde im Dreißigjährigen Krieg zerstört. Das ehemalige Rittergut hat die ID 33967737.

| Lage                                                      | Bezeichnung         | Beschreibung | ID       | Bild |
| --------------------------------------------------------- | ------------------- | --- | -------- | ---- |
| Hoher Weg 52° 6′ 48″ N, 10° 40′ 41″ O                     | Toranlage           | Die Torpfeiler sind mit je einem Pilaster gekuppelt und das mit rundbogigem Portal aus Bossenquadern und westlich angrenzender rundbogiger Fußgängerpforte sowie rundbogiger Durchfahrt mit Werksteinfassung, | 34099289 | BW   |
| Hoher Weg / Asseburger Straße 52° 6′ 49″ N, 10° 40′ 35″ O | Einfriedung (Mauer) | Um 1600 errichtete Bruchsteinmauer mit unterschiedlichen Höhen. | 34099313 | BW   |
| Hoher Weg 4 52° 6′ 47″ N, 10° 40′ 38″ O                   | Scheune             | Ursprünglich 1600, nach Verfall um 1750 wiedererrichtete massive Scheune mit einem Gewölbekeller unter einem Schopfwalmdach.                                                                                  | 38243603 | BW   |

### Gruppe: Kirchhof Remlingen
Die Gruppe „Kirchhof Remlingen“ umfasst neben der Kirche und dem Kirchhof auch deren Einfriedung. Die Gruppe Kirchhof hat die ID 33967752.

| Lage                                                    | Bezeichnung | Beschreibung | ID       | Bild           |
| ------------------------------------------------------- | ----------- | --- | -------- | -------------- |
| Im Kirchwinkel 52° 6′ 37″ N, 10° 40′ 35″ O              | Kirche      | 1234 wurde erstmals eine Kirche in Remlingen erwähnt. Die Saalkirche wurde 1772 und 1844 erneuert. 1508 wurde der Chor verlängert. | 34099359 | Weitere Bilder |
| Im Kirchwinkel 52° 6′ 37″ N, 10° 40′ 35″ O              | Kirchhof    | Auf dem eingefriedeten Kirchhof befindet sich ein Kriegerdenkmal.                                                                  | 34099383 | BW             |
| Im Kirchwinkel / Am Bahnhof 52° 6′ 37″ N, 10° 40′ 33″ O | Einfriedung | Die Kalksteinmauer ist älter als der im 19. Jahrhundert angelegte Toreingang im Westen.                                            | 51548    | BW             |

### Gruppe: Schachtförderanlage Asse II
Die Gruppe „Schachtförderanlage Asse II“ umfasst von dem früheren Salzbergwerk die Maschinenhalle und den Förderturm. Die Schachtanlage hat die ID 45368652.

| Lage                                   | Bezeichnung    | Beschreibung | ID       | Bild |
| -------------------------------------- | -------------- | --- | -------- | ---- |
| Am Walde 2 52° 7′ 46″ N, 10° 40′ 13″ O | Maschinenhalle | Von 1906 bis 1908 errichtetes eingeschossiges massives Ziegelgebäude auf einem Natursteinsockel unter einem Satteldach mit Blechdeckung. Die Längsseite ist fünfachsig, die Schmalseite dreiachsig angelegt. Die Fassadengliederung zeigt in rundbogigen Fenstern neogotische Versprossungen. Das Brüstungsfeld enthält gekreuzten Zackenfriesen, vortretende Sohlbänke und rundbogige Traufleisten. | 34099196 | BW   |
| Am Walde 2 52° 7′ 47″ N, 10° 40′ 13″ O | Fördergerüst   | 1908 als eines der ersten Fördergerüste mit zweigeschossiger Seilscheibenbühne und zwei Fachwerkträgerstreben errichtet. 2011 teilweise erneuert. | 34099219 |      |

### Einzeldenkmale
| Lage                                               | Bezeichnung | Beschreibung | ID       | Bild |
| -------------------------------------------------- | ----------- | --- | -------- | ---- |
| Asseburger Straße 9 52° 6′ 46″ N, 10° 40′ 32″ O    | Wohnhaus    | Laut der Inschrift wurde das zweigeschossige Fachwerkgebäude auf einem hohen Natursteinsockel unter einem Satteldach errichtet. Die im Süden des Wohnhauses angefügten Sandsteintorpfeiler datieren auf das Jahr 1846. | 34099242 | BW   |
| Asseburger Straße 15 52° 6′ 49″ N, 10° 40′ 34″ O   | Torpfeiler  | Die drei neobarocken Sandsteinpfeiler einer früheren Hofeinfahrt sind alle gleich mit einem monolithischen Pfeilerschaft und Pilaster mit Deckplatte und Vasenaufsatz nach der Inschrift 1852 ausgeführt.              | 34099266 | BW   |
| Schulenburger Straße 6 52° 6′ 53″ N, 10° 40′ 36″ O | Wohnhaus    | In der ersten Hälfte des 19. Jahrhunderts errichtetes zweigeschossiges Fachwerkgebäude auf einem Natursteinsockel unter einem Schopfwalmdach. Der Eingang zeigt eine zweiarmige Außentreppe.                           | 34099405 | BW   |
| Schulenburger Straße 8 52° 6′ 55″ N, 10° 40′ 36″ O | Wohnhaus    | Mitte des 19. Jahrhunderts errichtetes klassizistisches Fachwerkgebäude mit einer Mitteldiele auf einem Natursteinsockel unter einem Halbwalmdach.                                                                     | 34099429 | BW   |
| Schulenburger Straße 8 52° 6′ 54″ N, 10° 40′ 36″ O | Scheune     | Mitte des 19. Jahrhunderts errichtete Fachwerkscheune mit einer Längsdurchfahrt auf einem Sandsteinsockel unter einem Satteldach.                                                                                      | 34099453 | BW   |

## Semmenstedt

### Gruppe: Hofanlage Dorfstraße 8
Die Gruppe „Hofanlage Dorfstraße 8“ ist eine dreiseitige gutsähnliche Hofanlage aus dem späten 19. Jahrhundert. Die Hofanlage hat die ID 33968090.

| Lage                                          | Bezeichnung        | Beschreibung | ID       | Bild |
| --------------------------------------------- | ------------------ | --- | -------- | ---- |
| Alte Dorfstraße 8 52° 5′ 45″ N, 10° 41′ 51″ O | Wohnhaus           | Ende des 19. Jahrhunderts errichtetes zweigeschossiges Ziegelgebäude auf einem Werksteinsockel unter einem Satteldach. An den Traufseiten befindet sich jeweils ein dreigeschossiger Mittelrisalit unter einem Satteldach. Die zum Hof liegende Freitreppe mit geschwungenen Wangen und Podest aus Sollingsandstein mit einer schmiedeeisernen Überdachung ist markant. | 34104476 | BW   |
| Alte Dorfstraße 8 52° 5′ 44″ N, 10° 41′ 49″ O | Wirtschaftsgebäude | Das zweigeschossige Gebäude wurde um 1900 mit einem massiven Erdgeschoss und Speichergeschoss aus Fachwerk und Vorschauer errichtet. | 34104628 | BW   |
| Alte Dorfstraße 8 52° 5′ 44″ N, 10° 41′ 51″ O | Wirtschaftsgebäude | Das eingeschossige Ziegelgebäude auf einem Werksteinsockel steht giebelständig zur Straße. | 34104653 | BW   |
| Alte Dorfstraße 8 52° 5′ 44″ N, 10° 41′ 50″ O | Pflaster           | Das Kopfsteinpflaster auf dem Hof gehört zur Gruppe. | 34104705 | BW   |
| Alte Dorfstraße 8 52° 5′ 46″ N, 10° 41′ 52″ O | Park               | Nördlich und östlich des Wohnhauses liegt eine parkähnliche Anlage mit altem Baumbestand. | 34104759 | BW   |
| Alte Dorfstraße 8 52° 5′ 43″ N, 10° 41′ 50″ O | Einfriedung        | Um 1900 errichtete sechs Torpfosten mit schmiedeeisernen Zaun auf Werksteinquadern. | 34104506 | BW   |

### Einzeldenkmale
| Lage                                   | Bezeichnung | Beschreibung | ID       | Bild |
| -------------------------------------- | ----------- | --- | -------- | ---- |
| Kirchweg 1 52° 5′ 36″ N, 10° 41′ 51″ O | Wohnhaus    | Um 1890 errichtetes zweigeschossiges Fachwerkgebäude auf einem Werksteinsockel unter einem Satteldach, das mit der Traufe zum Hof und zur Straße steht.                                       | 34104556 | BW   |
| Kirchweg 3 52° 5′ 34″ N, 10° 41′ 51″ O | Kirche      | Aus dem 12. Jahrhundert stammende Saalkirche unter einem Satteldach mit einem Westturm. 1428 umgestaltet. 1766 renoviert und Einbringung des Kanzelaltars. Der Westturm wurde um 1875 erhöht. | 34104532 | BW   |

## Groß Biewende

### Einzeldenkmale
| Lage                                      | Bezeichnung              | Beschreibung | ID       | Bild |
| ----------------------------------------- | ------------------------ | --- | -------- | ---- |
| Am Berge 1 52° 5′ 52″ N, 10° 37′ 36″ O    | Schule                   | Vermutlich ersetzte das klassizistische Gebäude aus der Zeit um 1850 die ursprüngliche Schule von 1569. Der zweigeschossige Fachwerkbau auf einem Natursteinsockel unter einem Satteldach steht mit dem Giebel zur Straße. 1900 wurde ein Klassenraum angebaut.                            | 34098867 | BW   |
| Am Berge 2 52° 5′ 51″ N, 10° 37′ 36″ O    | Kirche                   | Die ursprüngliche Kirche aus dem 12. Jahrhundert wurde hier vermutlich um 1475 ersetzt. 1550 wurde die Kirche wie das Dorf zerstört. Der Saalkirche unter einem Satteldach ist im Westen ein Turm aus dem Jahre 1769 angeschlossen. Die Fenster wurden 1796 und der Eingang 1819 erneuert. | 34098842 | BW   |
| Am Berge 5 52° 5′ 49″ N, 10° 37′ 36″ O    | Pfarrhaus                | Um 1880 errichtetes zweigeschossiges Fachwerkhaus auf einem Natursteinsockel und unter einem Walmdach. Mit dem Pfarrgarten bildet das Grundstück des Pfarrhauses den höchstgelegenen Punkt des Ortes.                                                                                      | 34098890 | BW   |
| Am Berge 7 52° 5′ 50″ N, 10° 37′ 32″ O    | Wohnhaus                 | Zwischen 1892 und 1894 errichtetes zweigeschossiges Ziegelgebäude mit Seitenrisaliten auf Natursteinquadern und unter einem Satteldach. | 34098914 | BW   |
| Am Berge 8 52° 5′ 53″ N, 10° 37′ 32″ O    | Wohn-/Wirtschaftsgebäude | Das zweigeschossige Fachwerkgebäude mit seinem westlichen Fachwerkscheunenanbau wurde vor 1850 errichtet. Es steht auf Natursteinquadern unter einem Satteldach mit seinem Giebel zur Straßenseite.                                                                                        | 34098938 | BW   |
| Hauptstraße 1 52° 6′ 5″ N, 10° 37′ 41″ O  | Wohn-/Wirtschaftsgebäude | 1735 wurde das zweigeschossige Fachwerkgebäude auf einer Hofanlage errichtet. Das Gebäude steht auf einem Natursteinsockel und unter einem Satteldach. | 34098980 | BW   |
| Hauptstraße 23 52° 6′ 1″ N, 10° 37′ 34″ O | Wohn-/Wirtschaftsgebäude | 1833 errichtetes Fachwerkgebäude mit Quereinfahrt, teilweise in Bruchstein. 2022 abgebrochen und aus der Denkmalliste gestrichen. | 34099004 | BW   |
| Hauptstraße 29 52° 6′ 4″ N, 10° 37′ 37″ O | Spritzenhaus             | Um 1850 errichtete ehemalige eingeschossige massive Remise für die Feuerspritze des Ortes. Das Gebäude ist in Bruchstein unter einem Walmdach mit der Längseinfahrt zur Straße gebaut. | 34099028 | BW   |

## Klein Biewende

### Gruppe: Kirchhof Klein Biewende
Die Gruppe „Kirchhof Klein Biewende“ umfasst den historischen Ortskern mit Kirche, Kirchhof und die Umgebung mit Schule. Die Gruppe hat die ID 33967720.

| Lage                                     | Bezeichnung | Beschreibung | ID       | Bild |
| ---------------------------------------- | ----------- | --- | -------- | ---- |
| Schulstraße 2 52° 6′ 9″ N, 10° 39′ 30″ O | Kirche      | Der Westturm der Kirche ist im 13. Jahrhundert errichtet worden. Der übrige Saalbau der Kirche unter einem Satteldach geht im Wesentlichen auf das Jahr 1781 zurück. Der barocke Kanzelaltar wurde wohl 1746 durch den Bildschnitzer Ernst Dietrich Bartels geschaffen. | 34099124 | BW   |
| Schulstraße 2 52° 6′ 9″ N, 10° 39′ 30″ O | Kirchhof    | Der im 19. Jahrhundert gestaltete, leicht erhöht liegende Kirchhof mit seinem alten Baumbestand, seinen Grabsteinen und dem Gefallenenmahnmal wird durch eine Bruchsteinmauer eingefriedet.                                                                             | 34099148 | BW   |
| Schulstraße 4 52° 6′ 9″ N, 10° 39′ 32″ O | Schule      | Das zweigeschossige Fachwerkgebäude unter einem Satteldach wurde Anfang des 19. Jahrhunderts errichtet. Um 1900 erfolgte ein Ziegelanbau eines Klassenzimmers. | 34099172 | BW   |
| Dorfstraße 4 52° 6′ 9″ N, 10° 39′ 29″ O  | Wohnhaus    | Das zweigeschossige Fachwerkgebäude auf einem Bruchsteinsockel unter einem Satteldach wurde in der ersten Hälfte des 19. Jahrhunderts errichtet. | 34099052 | BW   |

### Einzeldenkmale
| Lage                                     | Bezeichnung | Beschreibung | ID       | Bild |
| ---------------------------------------- | ----------- | --- | -------- | ---- |
| Dorfstraße 10 52° 6′ 5″ N, 10° 39′ 27″ O | Wohnhaus    | Zweigeschossiges Fachwerkgebäude aus der zweiten Hälfte des 18. Jahrhunderts. Aus der Denkmalliste gestrichen.                                    | 34099076 | BW   |
| Schulstraße 1 52° 6′ 7″ N, 10° 39′ 31″ O | Wohnhaus    | Ende des 18. Jahrhunderts als zweigeschossiges Fachwerkwohnhaus eines Ackerhofes auf einem Bruchsteinsockel unter einem Schopfwalmdach errichtet. | 34099100 | BW   |

## Timmern

### Einzeldenkmale
| Lage                                                | Bezeichnung | Beschreibung | ID       | Bild |
| --------------------------------------------------- | ----------- | --- | -------- | ---- |
| Wolfenbütteler Straße 11 52° 5′ 0″ N, 10° 40′ 24″ O | Wohnhaus    | Um 1900 errichtetes zweigeschossiges Ziegelgebäude mit Seitenrisaliten auf einem Natursteinsockel unter einem Schopfwalmdach. | 34104603 | BW   |
| Berliner Straße 52° 4′ 55″ N, 10° 40′ 21″ O         | Kirche      | In der Zeit um 1500 errichtete Saalkirche unter einem Satteldach mit einem Westturm. Orgel von 1892.                          | 34104581 | BW   |